# 黛西公主

黛西公主的徽章在很多遊戲中用來代表她。

黛西公主（中国大陆旧译），是任天堂游戏系列瑪利歐系列中的角色之一。角色是由橫井軍平創作，他曾經是瑪利歐系列創造者宮本茂的導師。黛西公主是遊戲中虛構的賽拉沙大陸聯合國（サラサランド王国，Sarasaland Kingdom）的公主和統治者，也是碧姬公主的親戚。與碧姬公主的不同的是，黛西公主的個性較為好勝且力大無窮，就連庫巴都不太敢招惹她，在游戏中常作为路易吉的搭檔出现，並與路易吉互有好感。黛西公主在瑪利歐遊戲中，穿著黃色長裙，但在一些遊戲當中，黛西也會更換服裝，例如在一些運動遊戲中，她會改成運動服，代表顏色為橘色。

## 歷史
黛西公主在1989年發售的《超級瑪利歐樂園》中首次亮相。1991年發售的《瑪利歐高爾夫公開賽》中，黛西公主作為路易吉的球僮客串登場。1993年，黛西公主在真人電影《超級瑪利歐兄弟》中擔任女主角，但角色設定與遊戲關聯不大。雖然黛西公主之後的新角色耀西和瓦力欧擴大了作為瑪利歐系列主要角色甚至擁有屬於自己的遊戲系列，但是由於碧姬公主仍擔任系列的唯一女主角，因此於1994年至1999年間黛西沒有再出現在系列中（只有在改編漫畫中出現）。
2000年，黛西公主在《马里奥网球64》中首次成為可操控角色，《马里奥网球64》是由Camelot為任天堂64平台開發的網球遊戲，開發過程中由於瑪利歐系列缺乏適合可操控的人類角色，而她的再次出現是重大突破，亦為她未來出現在其他瑪利歐系列的作品中鋪路。初期除了與碧姬公主服裝顏色不同外，外表幾乎一樣，後來在2002年發售的《瑪利歐派對4》中被重新設計，成為現在的形象，隨後較常在多人同樂的遊戲如瑪利歐派對系列中登場。
黛西公主自《超級瑪利歐樂園》後暌違28年，在2017年9月29日推出的更新版手機遊戲《超级马力欧酷跑》中再次出現在超級瑪利歐系列並首次成為可操控角色，在2023年10月20日發售的《超級瑪利歐兄弟 驚奇》中首次於瑪利歐正統系列中成為可操控角色。

## 角色資訊

### 外觀
黛西公主是一位年輕的女性，有著鮮豔的藍眼睛、棕色的頭髮和白皙的皮膚；她的頭髮和膚色因遊戲而異，她早期的表現如《瑪利歐網球64》和最近的表現如《瑪利歐高爾夫 超級衝衝衝》讓她擁有濃密的棕色頭髮和略微曬黑的皮膚。與其他瑪利歐角色相比，她的平均身高比碧姬公主矮，但比路易吉高，而且她在瑪利歐賽車中通常被歸類為體重級別的中等水平系列。她的體型與碧姬公主相似，留著齊肩的長髮，中分的劉海，圓圓的臉頰，塌鼻子，薄薄的嘴唇，顏色從淡玫瑰色到橙色不等，藍色的大眼睛圓圓的，兩根濃密的黑色睫毛和細長的眉毛。
黛西公主通常穿一件類似於碧姬公主的黃色及地長裙，但有白色和橙色的點綴。它有帶白色花瓣形開口的蓬鬆袖子，白色花瓣形衣領，腰部有橙色裙撐，底部有兩排橙色褶邊；在某些遊戲中，下面有一條白色襯裙。她戴著帶花瓣形開口的白色短手套和橙色鞋跟。她有白色的花形耳環和鑲有圓形綠色寶石的胸針，以及一頂鑲有紅色珠寶的金皇冠。任天堂64時代，她的裙子腰間有一條白帶，裙底有獨特的白色花瓣圖案；此外，她的皇冠是紅色的，她的首飾顏色各異。
隨著時間的推移，黛西公主的外觀有所改變。在《超級瑪利歐樂園》中，她的長髮及腰，紅色皇冠，黑色眼睛和珠寶，裙子為白色腰帶和團塊圖案。在《瑪利歐高爾夫公開賽》中，她擁有藍眼睛和珠寶。從《瑪利歐網球64》到《瑪利歐派對3》，黛西公主的頭髮和膚色都變深了；現在，她的王冠正面鑲嵌著黃色寶石，兩側鑲嵌著藍色寶石，她穿著橙色的高跟鞋。她的藝術作品和模特之間存在一些不一致，例如黛西公主在瑪利歐網球中的模特實際上與碧姬公主具有相同的膚色，而她在《瑪利歐派對3》中的藝術作品有一個粉紅色的皇冠和藍色的珠寶，而她在遊戲中有一個紅色的皇冠和綠色的珠寶。在《任天堂明星大亂鬥DX》中再次描繪了這種外觀，以及玫瑰皇冠和綠色珠寶。隨著從任天堂64到GameCube的圖形變化，從《瑪利歐派對4》開始，黛西公主的外觀發生了進一步變化，並為她建立了更加一致的設計。設計再次讓 黛西公主的膚色變得更白，將頭髮換成齊肩的髮型，並將她塑造成更矮的身材；同樣新的是金色皇冠和帶有橙色口音的主裙。

### 備用服裝
在《瑪利歐高爾夫公開賽》中，她穿著一件與平時穿著相似的吊帶裙，雖然是黃色芭蕾平底鞋更短，而且沒有戴皇冠。然而，在遊戲中，她被描繪成一頭金髮，穿著一件藍色連衣裙，這可能是由於圖形限制。
對於黛西公主在《瑪利歐網球64》中正式突破瑪利歐系列整體，黛西公主穿著一件類似於她在《瑪利歐高爾夫公開賽》中穿的衣服，原色為琥珀黃色，圓點和襯里為白色。此外，她還穿著橙色的鞋子搭配白色的高筒襪，恰到好處地契合了運動主題。在短遊戲模式下，她還有另一種調色板，她的裙子是淡紫色和靛藍色，而鞋子也是靛藍色。